# Geminosyllis granulosa
Geminosyllis granulosa är en ringmaskart som beskrevs av Lattig, San Martín och Martin 2007. Geminosyllis granulosa ingår i släktet Geminosyllis och familjen Syllidae. Inga underarter finns listade i Catalogue of Life.